# ماريا خيسوس روزا
ماريا خيسوس روزا (بالإسبانية: María Jesús Rosa)‏ هي لاعب هوكي الحقل إسبانية، ولدت في 11 نوفمبر 1979.

## وصلات خارجية
- ماريا خيسوس روزا على موقع أوليمبيديا (الإنجليزية)
- ماريا خيسوس روزا على موقع اللجنة الأولمبية الإسبانية (الإسبانية)